# Giuseppe Pacella
Giuseppe Pacella (Casarano, 5 maggio 1920 – Pisa, 25 aprile 1995) è stato un filologo classico e saggista italiano.

## Biografia
Giuseppe Pacella nacque il 5 maggio 1920 a Casarano, dove svolse i primi studi e successivamente frequentò il Seminario Pontificio Pio XI di Molfetta. Negli anni ’50 Pacella si trasferì a Pisa e si laureò nel 1958 a Genova in materie letterarie, affrontando nella discussione della tesi di laurea l’universo leopardiano, con la Traduzione di Frontone di Giacomo Leopardi. 
Oltre che a Pisa, insegnò a Santa Croce sull'Arno, a Montopoli e a Pontedera. 
Con la stesura dell'Edizione critica dello Zibaldone di pensieri, Pacella viene conosciuto a livello nazionale ed internazionale ed invitato a numerosi convegni e seminari continentali, oltre a ricevere la cittadinanza onoraria da parte del comune di Recanati.
Morì il 25 aprile 1995 a Pisa.

## Edizione Zibaldone di pensieri
Grazie all’incontro con Sebastiano Timpanaro, Pacella fu incoraggiato a seguire gli studi sulle opere leopardiane, concentrandosi in particolare sullo Zibaldone, che a sua volta era già stato oggetto di analisi dello stesso Timpanaro, il quale nel 1958 aveva pubblicato un saggio dal titolo Appunti per il futuro editore dello Zibaldone di pensieri e dell’Epistolario leopardiano. In particolare l’opera necessitava, per il Pacella, di una rettifica per poter correggere “sviste ed errori grossolani”, oltre che di una distinzione tra il testo originario e le annotazioni successive, in quanto fino a quel tempo le edizioni proposte erano “a metà strada fra il tipo critico e il tipo divulgativo”. Tale lunga operazione si concluderà nel 1991 con la pubblicazione dello Zibaldone di pensieri (edizione critica), suddiviso in tre volumi, presso la casa editrice Garzanti ed inserito nella collana de I Libri della Spiga.  L’opera riscuote un grande successo, in quanto, pur essendo la terza edizione dell’opera (dopo quella del comitato presieduto da Giosuè Carducci e da Francesco Flora), era la prima volta che veniva pubblicata un’edizione critica, vale a dire indirizzata principalmente ad una corretta e sicura costituzione del testo, che si presenta come “un lavoro critico, caratterizzato da una trascrizione molto minuziosa del manoscritto e dal tentativo di risalire alle letture di Leopardi, alle sue fonti, identificate soprattutto nelle opere della «libraria» di Monaldo”.
Dei tre volumi stilati, i primi due trattano della trascrizione dell’autografo dello Zibaldone, mentre il terzo contiene 495 pagine di “apparato”, 688 pagine di note, 12 pagine di bibliografia, 40 pagine di “elenchi di letture leopardiane” e 432 pagine di indici vari, suddivisi in quello analitico, molto più ampio rispetto alle precedenti edizioni, e quello filologico. Pacella, attraverso la sua edizione, ha conseguito due obiettivi: quello filologico e quello esegetico. Il primo, mediante la ricostruzione della dinamica e delle evoluzioni del pensiero leopardiano, attraverso l’integrazione (datata) delle aggiunte che lo stesso Leopardi inseriva per integrare o modificare sviluppando il proprio pensiero; per quanto concerne invece l’obiettivo esegetico, Pacella ha svolto una minuziosa ricerca delle fonti, sulla quale egli afferma che: “Il mio lavoro di ricerca sulle fonti dello Zibaldone mi ha fatto riflettere molte volte, e non senza momenti di perplessità, sull’intreccio tra esperienze di lettura ed esperienze di vita in Giacomo Leopardi. Talora nelle note ho citato possibili antecedenti della riflessione leopardiana nel materialismo illuministico. Mi sono accorto però quanto sia necessario evitare la facile suggestione dell’analogia in una materia così complessa, non solo per esigenze metodiche di cautela, ma anche e soprattutto perché ho sentito, come lettore, un istintivo rispetto per una vicenda umana vissuta e sofferta con un’intensità e con un coraggio mentale che non potrebbero derivare da nessuna fonte, ma che sono solo ed autenticamente di Leopardi”.

## Opere
- I manoscritti leopardiani della traduzione di Frontone, in "Rivista di cultura classica e medievale" (1959)
- Scritti filologici: (1817-1832) (1969)
- Giacomo Leopardi, Zibaldone di pensieri, a cura di Giuseppe Pacella (1991)
  - Volume 1: pagine 1-2341
  - Volume 2: pagine 2342-4526
  - Apparato, note, bibliografia, indici
- Vicende e fortuna dello «Zibaldone» tra '800 e '900, in «Italianistica», XXII (1993)
- Leopardi a Pisa (1997)